# Appetite for Destruction
Appetite for Destruction (englisch für Lust auf Zerstörung) ist das 1987 veröffentlichte Debütalbum der US-amerikanischen Hard-Rock-Band Guns N’ Roses. Es ist mit weltweit bekannten Songs wie Welcome to the Jungle, Paradise City oder Sweet Child o’ Mine und mehr als 30 Millionen verkauften Exemplaren bis heute eines der weltweit meistverkauften Alben.

## Hintergrund
Das Album wurde am 21. Juli 1987 in den USA veröffentlicht. Charakteristisch für Appetite for Destruction ist der raue Klang der Gitarren, Slashs prägnantes Solospiel und die ungeschönte, krächzende Stimme von Axl Rose. Auch das Cover Appetite for Destruction des Künstlers Robert Williams aus dem Jahre 1987 sorgte für Aufsehen, da es u. a. eine offensichtlich vergewaltigte Frau zeigte. Da sich viele Plattenläden weigerten, das Album mit diesem Cover zu verkaufen, wurde kurze Zeit später eine andere Version produziert – eine Anlehnung an das Tattoo von Axl Rose an dessen Unterarm, das die Gesichter der Bandmitglieder als Totenköpfe zeigt, angeordnet zu einem Kreuz. Die Exemplare des Albums mit dem ursprünglichen Cover gelten heute als Rarität und begehrtes Sammlerobjekt. Im Sommer 1988 erreichte das Album Platz 1 der Billboard-Charts. Bis heute hat sich Appetite for Destruction allein in den USA mehr als 18 Millionen Mal verkauft. Die Schätzungen bezüglich der weltweiten Verkaufszahlen liegen laut RIAA bei 28 Millionen Exemplaren. Somit wäre es das erfolgreichste Debütalbum aller Zeiten. Zudem gilt es mittlerweile als Klassiker in der Geschichte des Rock ’n’ Roll.
Inhaltlich befasst sich das Album mit den harten Anfangszeiten der Band (Sex, Drugs and Rock ’n’ Roll) und dem perspektivlosen Leben der Bandmitglieder. So behandelt Mr. Brownstone die Erfahrungen der Band mit Heroin. Welcome to the Jungle beschreibt den Großstadtdschungel von Los Angeles, welchen auch Paradise City thematisiert. Paradise City kritisiert außerdem das Sozialsystem der USA, den „Traum“ vom American Way of Life („Ragz to richez, or so they say …“) und die Hoffnungslosigkeit der jungen Generation.

## Titelliste
1. Welcome to the Jungle (Slash, Axl Rose) – 4:32
2. It’s So Easy (Duff McKagan, West Arkeen) – 3:21
3. Nightrain (Izzy Stradlin, Duff McKagan, Axl Rose, Slash) – 4:26
4. Out ta Get Me (Slash, Axl Rose, Izzy Stradlin) – 4:20
5. Mr. Brownstone (Izzy Stradlin, Slash) – 3:46
6. Paradise City (Duff McKagan, Slash, Axl Rose, Izzy Stradlin) – 6:45
7. My Michelle (Izzy Stradlin/Axl Rose) – 3:38
8. Think About You (Izzy Stradlin) – 3:49
9. Sweet Child o’ Mine (Axl Rose, Slash, Izzy Stradlin) – 5:54
10. You’re Crazy (Slash, Izzy Stradlin, Axl Rose) – 3:16
11. Anything Goes (Izzy Stradlin, Axl Rose, Chris Weber) – 3:25
12. Rocket Queen (Axl Rose, Slash, Izzy Stradlin) – 6:14

## Liedinformationen

### It’s So Easy
It’s So Easy wurde im Juni 1987 als erste Single veröffentlicht.

### Welcome to the Jungle
Welcome to the Jungle ist die zweite Singleauskopplung aus dem Album Appetite for Destruction. Eingeleitet wird das Video mit einem damals noch jung und unverbraucht wirkenden Axl Rose, der mit einer umgedrehten Baseballmütze aus einem Bus aussteigt und einen Drogendealer (Izzy Stradlin) abwimmelt. Daraufhin sieht man Duff McKagan, der als Stripperin in Strapsen auftritt, sowie Slash, der vor dem Schaufenster eines Fernsehgeschäftes sitzt und sich mit Jack Daniels betrinkt.
Der Großteil des Videos besteht aus Fernsehbildern, die Gewalt darstellen und einem Auftritt der Band in einem der damals üblichen Rock-Clubs. Axl Rose trägt bei diesem Gig (als Hommage an die finnische Band Hanoi Rocks) die damals typische Hair-Metal-Frisur. Dieses Video erzählt damit in Bildern viel von den Anfangsjahren der Band, vom Leben auf der Straße bis zu den exzessiven Partys mit zahlreichen Groupies.
In einer Schlüsselszene sitzt Rose vor einem Dutzend Fernsehschirmen auf einem Stuhl gefesselt und versucht sich verzweifelt zu befreien. Die Monitore zeigen ebenfalls Gewaltdarstellungen. Zeitgleich zu dieser Szene singt Axl Rose: „You know where you are? You are in the Jungle, baby! You gonna die!“ (engl. für: „Weißt du wo du bist? Du bist im Dschungel! Du wirst sterben!“)

### Sweet Child o’ Mine
Die Band spielt in diesem Musikvideo eine Performance in einer Lagerhalle. Das Besondere ist, dass auch die Filmmannschaft bei der Arbeit gezeigt wird und die Szenen immer zwischen Schwarz-Weiß und Farbe wechseln. In einigen Sequenzen werden die Freundinnen der Bandmitglieder gezeigt, vor allem die damalige Freundin von Rose, Erin Everly, welche in dem Song beschrieben wird.
Das Video wurde Mitte April 1988 im Huntington Park in Kalifornien gedreht.

### Paradise City
Im August 1988 wurde das dritte Musikvideo, dieses Mal zu Paradise City, produziert. Drehorte waren unter anderem das Giants Stadium in East Rutherford (New Jersey) und Castle Donington in Großbritannien. Im Video wird die Band bei zwei unterschiedlichen Konzerten gezeigt, die jeweils im Kontrast zueinander stehen, was unter anderem dadurch verdeutlicht wird, dass z. B. das Konzert in New Jersey in Farbe und der Auftritt in England in Schwarz-Weiß gezeigt wird. Zwischen diesen Live-Szenen sieht man die Band im Backstage-Bereich, beim Shopping in New York oder beim Proben. In einer kurzen Aufnahme zeigt Axl Rose ein Wehrmachts-Emblem mit Adler und Hakenkreuz mitsamt der Unterzeile „Access All Areas“ – darunter ein weiterer Backstagepass. Vor dem folgenden Schnitt nickt Axl Rose der Kamera zu.

### My Michelle
Der Song handelt von Michelle Young, einer Ex-Freundin von Slash. Sie fuhr Sänger Axl Rose zu einem Auftritt, als im Autoradio Your Song von Elton John lief. Young sagte Rose, sie wünschte sich, dass jemand eines Tages einen schönen Song über sie schreiben würde. Daraufhin schrieb die Band den Song My Michelle, in dem der Hörer unter anderem erfährt, dass die Mutter von Michelle starb und ihr Vater Pornofilme produzierte.

### Rocket Queen
In der Mitte des Songs sind Sexgeräusche einer Frau zu hören. Axl Rose habe eine Frau ins Studio gebracht, um mit ihr Geschlechtsverkehr zu haben. Produzent Michael Barbiero habe sich geweigert, die Aufnahmen zu leiten. So nahm Vic Deglio 30 Minuten mit den beiden auf und wurde anschließend in den Albumcredits als fucking assistant engineer bezeichnet.

## Rezeption
In der 2007 vom deutschen Rock Hard herausgegebenen Liste der 500 besten Rock- und Metalalben belegte Appetite for Destruction Platz 171. In der Liste der 500 besten Metal-Alben aller Zeiten im deutschen Metal Hammer belegte das Album Platz 13. In der dazugehörigen Rezension wird Appetite for Destruction als Durchbruchalbum von Guns N' Roses beschrieben, das dem damals vorherrschenden Glam Metal in Los Angeles ein jähes Ende bereitete und Guns N' Roses Ende der Achtziger zur „größte[n] Rock-Band des Planeten“ werden ließ.

## Kommerzieller Erfolg

### Chartplatzierungen
| ChartsChartplatzierungen       | Höchstplatzierung | Wochen |
| ------------------------------ | ----------------- | ------ |
| Deutschland (GfK)              | 2 (74 Wo.)        | 74     |
| Österreich (Ö3)                | 3 (57 Wo.)        | 57     |
| Schweiz (IFPI)                 | 5 (47 Wo.)        | 47     |
| Vereinigte Staaten (Billboard) | 1 (259 Wo.)       | 259    |
| Vereinigtes Königreich (OCC)   | 5 (284 Wo.)       | 284    |

| ChartsJahrescharts (1989) | Platzierung |
| ------------------------- | ----------- |
| Deutschland (GfK)         | 21          |
| Österreich (Ö3)           | 13          |
| Schweiz (IFPI)            | 3           |

| ChartsJahrescharts (1992) | Platzierung |
| ------------------------- | ----------- |
| Deutschland (GfK)         | 63          |

| ChartsJahrescharts (2018) | Platzierung |
| ------------------------- | ----------- |
| Deutschland (GfK)         | 96          |

| ChartsJahrescharts (2020)      | Platzierung |
| ------------------------------ | ----------- |
| Vereinigte Staaten (Billboard) | 166         |

### Auszeichnungen für Musikverkäufe
| Land/Region                  | Auszeichnungen für Musikverkäufe (Land/Region, Auszeichnung, Verkäufe) | Verkäufe   |
| ---------------------------- | ---------------------------------------------------------------------- | ---------- |
| Argentinien (CAPIF)          | 3× Platin                                                              | 180.000    |
| Australien (ARIA)            | 7× Platin                                                              | 490.000    |
| Brasilien (PMB)              | Platin                                                                 | 250.000    |
| Dänemark (IFPI)              | 4× Platin                                                              | 80.000     |
| Deutschland (BVMI)           | Platin                                                                 | 500.000    |
| Finnland (IFPI)              | Gold                                                                   | 25.000     |
| Frankreich (SNEP)            | 2× Gold                                                                | 200.000    |
| Island (IFPI)                | Gold                                                                   | 2.500      |
| Italien (FIMI)               | 3× Platin                                                              | 150.000    |
| Japan (RIAJ)                 | Platin                                                                 | 200.000    |
| Kanada (MC)                  | Diamant                                                                | 1.000.000  |
| Mexiko (AMPROFON)            | Gold                                                                   | 100.000    |
| Neuseeland (RMNZ)            | 9× Platin                                                              | 135.000    |
| Niederlande (NVPI)           | Platin                                                                 | 100.000    |
| Österreich (IFPI)            | Platin                                                                 | 50.000     |
| Polen (ZPAV)                 | Gold                                                                   | 10.000     |
| Schweden (IFPI)              | Gold                                                                   | 50.000     |
| Schweiz (IFPI)               | Platin                                                                 | 50.000     |
| Singapur (RIAS)              | Gold                                                                   | 5.000      |
| Spanien (Promusicae)         | Gold                                                                   | 50.000     |
| Vereinigte Staaten (RIAA)    | 18× Platin                                                             | 18.000.000 |
| Vereinigtes Königreich (BPI) | 8× Platin                                                              | 2.400.000  |
| Insgesamt                    | 9× Gold · 48× Platin · 2× Diamant ·                                    | 25.647.500 |

Hauptartikel: Guns N’ Roses/Auszeichnungen für Musikverkäufe